# Renforcement de population
Pour les articles homonymes, voir Augmentation.
Le renforcement de population ou augmentation est une pratique de la conservation ou de la restauration biologique, qui consiste à augmenter le nombre d'individus dans une population faible (ou en déclin) d'une même espèce souvent menacée, généralement sur un site donné, et au sein de l'aire de répartition naturelle de l'espèce.
Le renforcement de population se traduit généralement par un Plan de restauration pour une espèce, incluant un effort de restauration et de préservation de son habitat. Ce plan peut être mondial, européen, national ou régional.

## Contexte et objectifs
L’augmentation a lieu lorsque la population atteint une densité trop basse pour assurer la survie de l’espèce via la reproduction, tout en risquant divers aléas génétiques tels que la consanguinité et l’homozygotie. De nouveaux individus de la même espèce sont introduits afin : 
- d'augmenter significativement l'effectif de la population.
- de rééquilibrer la pyramide des âges et le sex-ratio.
- d'augmenter la diversité génétique.

Cependant, la présence de membres de la même espèce ne garantit pas que le nouvel habitat va convenir aux individus introduits, surtout si le manque d’effectif est causé par une baisse de la qualité de l’environnement. Dans ce cas-ci, le nouvel habitat empêcherait l’établissement efficace des nouveaux individus, et l’augmentation aurait de fortes chances d’être contre-productive.
Le renforcement de population peut aussi s'appliquer à une population d'une espèce non menacée mais qualifiée d'espèce clé de voûte, c'est-à-dire qui a une grande influence sur son écosystème et dont de nombreuses espèces dépendent. Ceci rentre donc en compte dans une stratégie de restauration à grande échelle. Par exemple, l'augmentation du nombre de cervidés sur un site donné provoque une plus grande pression sur la végétation, ce qui peut entraîner la création d'un paysage en mosaïque qui profite à de nombreuses espèces, tandis que les cervidés servent de proies à une foule de prédateurs.

## Méthodes
Les individus introduits dans une population à renforcer peuvent provenir soit de populations saines plus lointaines mais coupées de la première (ce qui empêche le renforcement naturel de la population), soit d'élevages.
Une autre méthode consiste à limiter volontairement le nombre de morts naturelles, notamment prématurées, au sein de la population à renforcer. Ainsi, la baisse drastique des populations de faucons pèlerins partout dans le monde à la fin du XXe siècle a incité des associations de protection des rapaces, en France notamment (FIR), à récupérer directement dans les nids les poussins aux faibles chances de survie, pour les élever en sécurité puis les relâcher dans la nature.

## Législation
Ces actions concernent généralement des espèces figurant sur des listes rouges d'espèces menacées et strictement protégées par plusieurs conventions internationales (CITES, convention de Berne…) et en Europe par des directives européennes (habitat faune, flore, OSPAR). Elles s'insèrent dans la charte mondiale de la nature (adoptée par l’Assemblée générale des Nations unies le 28 octobre 1982, qui reconnaît que la vie humaine « dépend du fonctionnement ininterrompu des systèmes naturels »).

## Controverses
Le renforcement de populations animales peut souvent mener à controverse, notamment lorsque la présence de ces animaux entre en conflit avec les activités humaines telles que l'élevage ou la chasse.

## Exemples d'espèces ayant bénéficié d'un renforcement de population

### Belgique
En Belgique, la population de tétras-lyres des Hautes-Fagnes a bénéficié d'un renforcement.

### France
Un exemple assez connu et très médiatisé en France est celui de la restauration de la population relictuelle d'ours bruns des Pyrénées, en déclin rapide depuis les années 1940 (disparition totale des derniers ours du Massif du Vercors) et au bord de l'extinction dans les années 1980-1990. Ainsi, cette population a bénéficié de plusieurs renforcements avec le lâcher d'ours originaires de Slovénie.
En Corse, le lâcher de dix gypaètes juvéniles au cours de la période 2016-2020 a eu pour effet de renforcer la population de ce rapace sur l'île.
En 2017, 539 grands hamsters ont été relâchés au sein de cinq zones de gestion collective différentes dans la région Grand Est.